# 바흐 칸타타

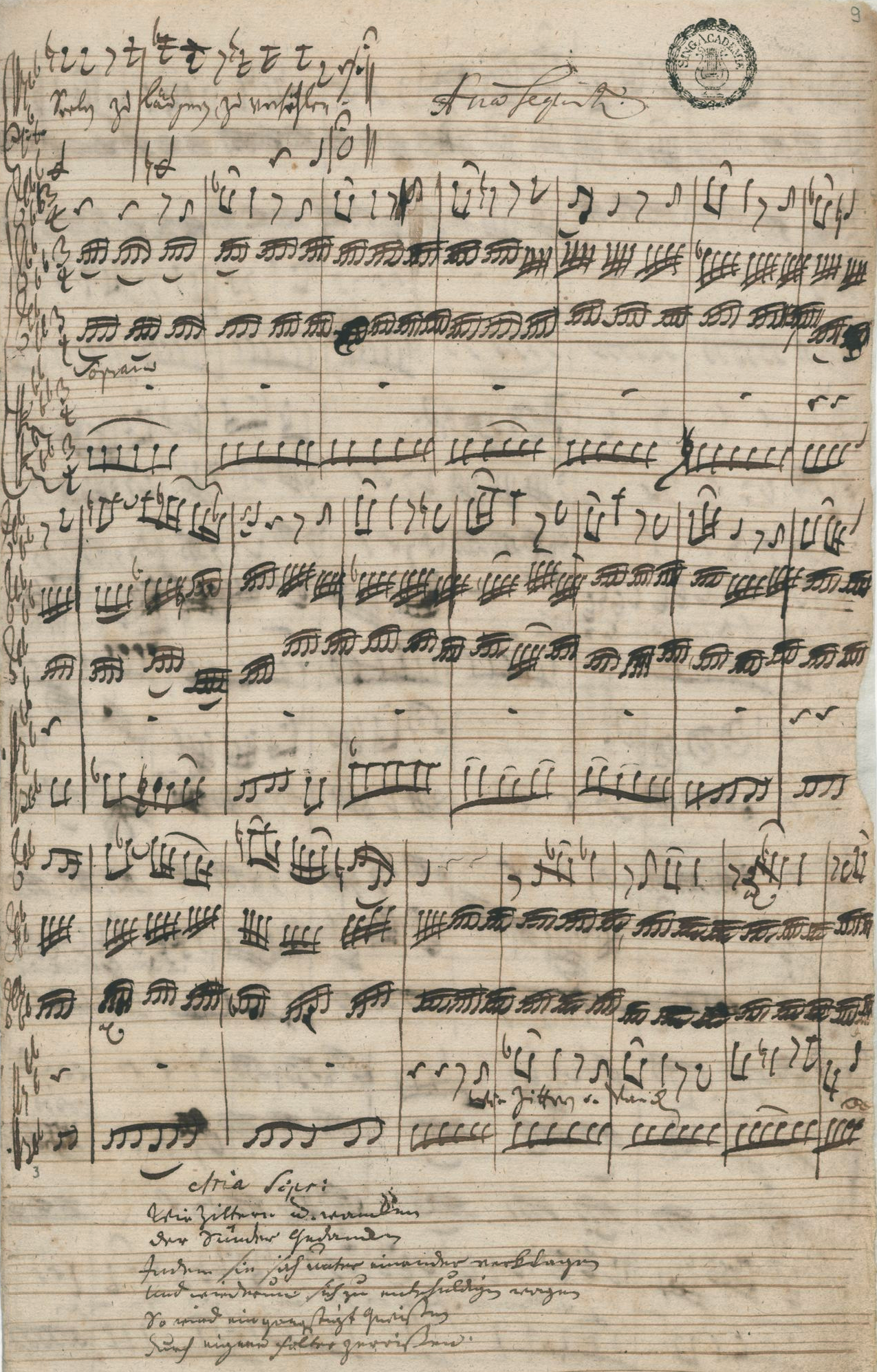
BWV 105의 아리아가 적혀있는 바흐의 자필악보

바흐 칸타타(독일어: Bachkantaten)는 요한 제바스티안 바흐가 작곡한 칸타타로, 대략 200곡이 남아있으며 수십개의 곡이 소실된 것으로 알려져있다. 지금까지 알려진 곡들 중 가장 먼저 작곡된 것은 1707년 바흐가 뮐하우젠으로 이사할 때 쓰여졌는데, 아른슈타트에서 재직중에 작곡을 시작한 것으로 여겨진다. 바흐 교회 칸타타의 대부분은 라이프치히에서 교회 음악감독인 토마스칸토르로 부임한 1723년에 쓰여졌다.
바흐는 라이프치히의 성 토마스 교회와 성 니콜라스 교회에서 재직하며 매 일요일과 휴일마다 교회 칸타타를 작곡하였으며, 성 토마스 합창단과 독주자 및 부설 관현악단을 지휘하였다. 부임 첫 해인 1723년 삼위일체 대축일부터 매 주 새로운 칸타타를 작곡하기 시작하였는데, 몇 개는 이전에 작곡한 것을 부분적으로 편곡하여 재사용하기도 하였다. 루터교 절기에 맞게 작곡된 일년분의 사이클이 세 개 남아있는데, 이 칸타타들은 각 절기에 해당하는 가사들을 가지고 있다. 바흐는 1745년에 마지막 칸타타를 작곡한 것으로 보인다.
바흐는 이처럼 전례력에 따라 교회 칸타타를 작곡한데 더해, 결혼식이나 시의원 선거(독일어: Ratswahl)를 위한 종교적 칸타타 역시 작곡하였다. 바흐는 라이프치히 대학교의 행사나 기념일, 지역 축제, 귀족들을 위해 경축 칸타타(독일어: Glückwunschkantaten) 및 경의 칸타타(독일어: Huldigungskantaten)를 비롯한 세속 칸타타를 대략 50개 작곡했다고 알려져있는데, 대부분은 소실되었다.
바흐 칸타타는 일반적으로 네 명의 성악가와 사성부 합창단의 편성을 가지는데, 솔로 칸타타나 두 명의 성악가를 위한 대화 칸타타(영어: dialogue cantata) 역시 작곡하였다. 바흐 칸타타의 가사는 대부분 18세기 시가, 루터교 찬양과 격언(라틴어: dictum)에서 따온 것으로, 루터교 합창의 가락에 독일어로 쓰여졌다. 바흐의 코랄 칸타타 사이클에는 40곡 이상의 코랄 칸타타가 포함되어 있는데, 이 코랄 칸타타들의 가사와 가락은 모두 루터교 찬양에서 따온 것이다.

## 제목
독일어권에서는 Bachkantate라는 단어가 통용표기지만, 바흐 본인은 원고에서 자신의 곡들을 Cantata로 분류하였다. 다만 예외도 있는데, BWV 56와 BWV 84에서는 Cantata à Voce Sola e Stromenti (독주가와 악기들을 위한 칸타타)라 분류하였다. 바흐는 일반적으로 "예수여 도우소서(Jesus, help)"라는 의미의 J.J.(Jesu juva) 두 글자를 적은 후 가사의 첫 부분을 제목으로 적어두었다. 여기에 종종 SDG라는 세 글자를 적어두었는데, 이는 "오직 하나님께 영광(Soli Deo Gloria)"라는 의미이다.

가끔 자필 악보에 표지를 두기도 했는데, BWV 38의 경우 절기에 대한 설명을 여러 언어로 적고, 인시핏(incipit, 첫 구절), 관현악법에 대한 설명, 자신의 이름을 적어둔 것이 다음과 같다. 
Dominica 21. post Trinit / Aus tieffer Noth schrey ich zu dir. / â / 4. Voc. / 2. Hautbois. / 2. Violini. / Viola. / 4. Tromboni / e / Continuo. / di  / Signore / J.S.Bach 
첫 부분에는 라틴어로 절기에 대한 설명을 적어두었는데, "Dominica 21. post Trinit"은 삼위일체 대축일 이후 21번째 일요일을 의미한다. 관현악법에 대한 설명과 이름은 불어와 이태리어가 혼재된 형태로 서술되었는데, 이는 당시 음악가들이 사용하던 방식이다. 전부 바흐 시대의 표기법을 따른다.

## BWV
바흐는 200곡 이상의 칸타타를 썼는데, 볼프강 슈미더가 정리한 바흐 작품 번호에는 1-200번이 종교 칸타타, 201-216이 세속 칸타타, 217-224번에 저작성에 논란이 있는 작품들을 두었다. 슈미더가 번호를 정리할 때에 저작성에 의심이 없던 작품들 중 현재에 논란이 생긴 작품들이 있는데, 이들은 여전히 그 번호를 유지하고 있다. 바흐 칸타타 목록 문서는 BWV 및 다른 범례로도 정리되어있다.

## 구조
바흐 칸타타는 일반적으로 다음의 구조를 따른다.
1. 오프닝 합창
2. 레치타티보
3. 아리아
4. 레치타티보 (또는 아리오소)
5. 아리아
6. 코랄

오프닝 합창(독일어: Eingangschor)은 일반적으로 다성음악의 구성을 가지며, 관현악이 곡의 중심 주제를 소개한다. 아리아는 대부분 다 카포 아리아 형식으로 이 첫 부분의 멜로디를 마지막에 다시 반복한다. 마지막 코랄은 일반적으로 전통적인 가락들을 화성음악으로 편곡한 것이다.
위의 구조가 항상 엄격하게 지켜지지는 않는다. BWV 29는 오프닝 합창 이전에 관현악으로만 구성된 신포니아를 가지고, BWV 120은 첫 가사인 "침묵으로부터"를 표현하기 위해 성악가의 독주 악장으로 시작한다. 바이마르에서 작곡된 칸타타중 다수는 성악가의 독주악장으로 대부분을 채운 후 마지막 코랄에서만 사성부 합창을 집어넣는 등 실내악과 유사한 형식을 가진다. 초기에 쓰여진 칸타타중 하나인 BWV 172에서는 코랄로 칸타타를 시작한 뒤 합창을 연주한다. 바흐가 라이프치히에서 설교 전과 후(라틴어: post orationem), 그리고 성찬식(라틴어: sub communione)을 위해 작곡한 두 칸타타 BWV 75와 BWV 76은 확장된 형식을 가진다. 이 두 곡은 오프닝 합창 후 레치타티보와 아리아를 번갈아 다섯 번 연주한 후, 마지막 코랄로 마무리 하는 형식을 가진다. 이러한 형식을 통해 두 칸타타는 표지에 쓰여진 시편으로 시작하여 BWV 75는 복음서, BWV 76은 서신서의 내용을 담는다. BWV 61은 전례력의 첫 번째 일요일인 대림절 첫 번째 일요일을 위해 쓰여졌는데, 여기서 바흐는 프랑스풍 서곡으로 오프닝 합창을 구성한다.
코랄 역시 다양한 형태를 가진다. 단순하게 전통적인 사성부 편성을 가지기도, 오블리가토 악기나 오프닝 합창에서 사용된 악기들이 반주를 해주기도 하고, 오프닝 합창의 주제선율로 간주를 삽입하기도 하며, BWV 147처럼 협주곡에 합창을 화성음악적으로 삽입하거나 BWV 186처럼 다성음악적으로 삽입한 형태를 띠기도 하는데, BWV 186과 같은 형태를 코랄 판타지아(독일어: Choralphantasie)라 한다.

## 성악가와 악기

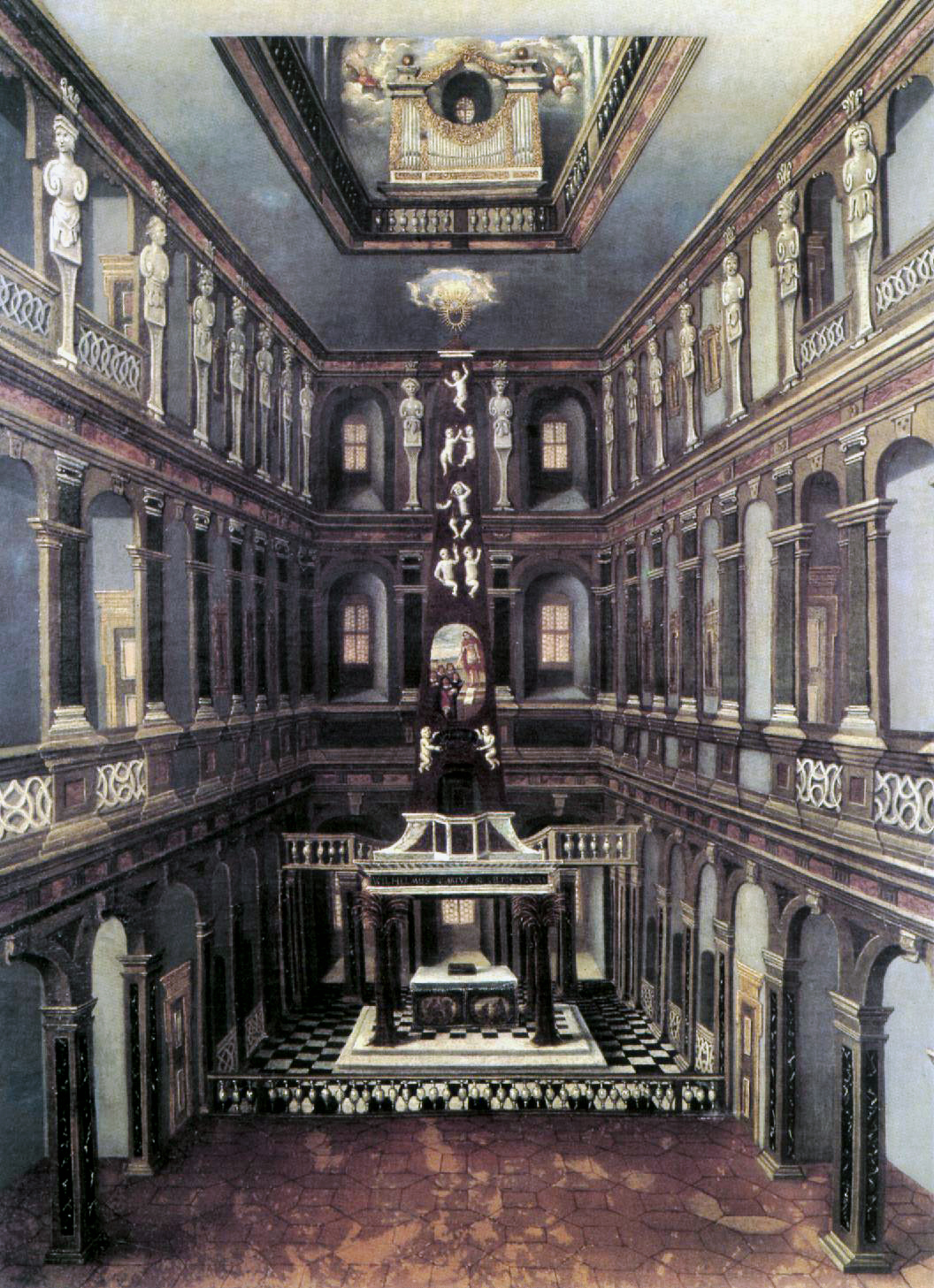
바흐가 1714년부터 1717년까지 매 달 교회 칸타타를 작곡하고 연주했던 바이마르 궁정이다. 1660년경에 지어져 1774년에 화재로 소실되었다.

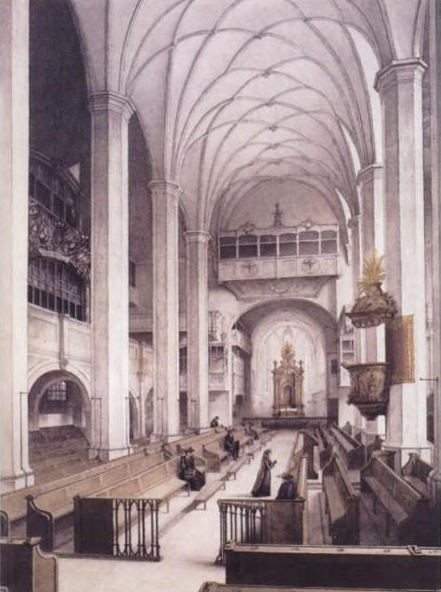
1885년의 성 토마스 교회. 라이프치히의 두 거대 교회중 하나로, 바흐가 1723년부터 1726년까지 거의 매주 교회 칸타타를 작곡하고 연주한 공간이다.

### 성악가
바흐 칸타타에서 성악가들은 일반적으로 소프라노, 알토, 테너, 베이스의 SATB 편성을 가진다. 각 가수는 극적인 역할을 맡기도 했는데, 보통 소프라노를 순결함에, 알토를 어머니의 마음에, BWV 187과 BWV 60에서 볼 수 있듯 베이스를 그리스도의 음성(라틴어: vox Christi)에 배정한다.
합창의 경우 구체적인 지시가 남아있지 않기 때문에 각 성부에 몇 명을 배치할지에 대해 여러 가지 의견이 있다. 칸타타 전집을 녹음한 톤 쿠프만의 경우 각 성부에 네 명의 합창단원을 배치했다. 현대의 일부 지휘자들의 경우는 각 성부에 한 명의 성악가를 배치하는 방법을 사용하기도 하는데, 바이마르와 달리 라이프치히의 바흐는 더 많은 수의 성악가들을 기용할 수 있다는 점에서 이와같은 구성은 모든 칸타타에 적합하지는 않다.

### 악기
모든 칸타타에 바이올린과 비올라가 일반적으로 사용되었고, 통주저음으로 첼로, 콘트라베이스, 오르간이 사용되었다. 바로크 음악에서 통주저음은 매우 일반적으로 사용되었는데, 종종 허무함이나 연약함을 표현하기 위해 제거되기도 했다. 각 칸타타나 악장의 악기 차이는 오보에, 오보에 다 카치아, 오보에 다모레, 플라우토 트라베르소, 리코더, 트럼펫, 호른, 트롬본 등의 관악기와 팀파니의 사용에서 발견할 수 있다. 통주저음으로는 바순이 포함되기도 하였다.
축제 기간을 위해 작곡된 칸타타의 경우 더 많은 악기가 사용된다. 트럼펫의 경우 바로크 음악에서 주로 왕족의 위엄을 나타내는 도구로 사용되었는데, 바흐는 이를 통해 하나님의 장엄함을 표현하고, 특히 세 대의 트럼펫을 통해 삼위일체를 표현하기도 한다. BWV 172의 두 번째 아리아 "Heiligste Dreieinigkeit (가장 신성한 삼위일체)"에서 트럼펫 세 대와 팀파니가 베이스 가수의 반주를 맡으며 이와같은 기능을 한다.
많은 아리아에서 오블리가토 악기가 쓰이는데, 기교적인 음형들을 반복적으로 연주하는 기능을 자주 수행한다. 이러한 종류의 악기로는 플라우토 피콜로(소프라니노 리코더), 비올리노 피콜로, 비올라 다모레, 비올라 다 스팔라(소형 첼로), 트롬바 다 티라르시(슬라이드 트럼펫), 코르노 다 티라르시가 있다.
초기 작품에서는 비올라 다 감바와 비올로네처럼 바흐 시대에 이미 구식이 되어버린 악기들도 사용되었다. BWV 106에서는 플라우티 돌치(알토 리코더)가 죽음과 애도를 표현하기 위해 사용되었다.

### 솔로 칸타타
솔로 칸타타는 솔로 가수를 위해 작곡된 칸타타를 말한다. BWV 51의 경우 처음부터 끝까지 소프라노 솔로를 위해 작곡되었고, BWV 56의 경우 마무리 코랄을 제외하고는 모두 베이스 솔로를 위해 작곡되었다.

### 대화 칸타타
대화의 형식으로 쓰여진 칸타타들도 있는데, 대부분 예수와 혼령간의 대화를 소재로 한다. 이 때 예수의 역할을 베이스가, 혼령의 역할을 소프라노가 맡으며, 작은 오페라와 비슷한 구성을 가진다. 바흐는 이러한 칸타타를 Concerto in Dialogo로 분류하였는데, BWV 152가 이에 속하며 BWV 57(1725), BWV 32, 49(1726), BWV 58(1727) 등 세 번째 칸타타 사이클에서 많이 작곡되었다.

## 가사
루터교에는 각 절기에 해당하는 성경 구절들이 존재하는데, 대림절과 사순절의 금혼기(tempus clausum)를 제외한 일요일과 휴일을 위해 작곡된 모든 칸타타에는 이 성경 구절의 내용들이 반영되어있다고 볼 수 있다. 곡의 오프닝에서 성경 구절을 직접 인용하는 경우가 많은데, BWV 65에서 이사야 60장 6절의 내용을 노래하는 것이 대표적이다. 서신서나 복음서의 내용이 가사로 주로 사용되는데, BWV 76과 같이 구약성경의 연관구절이 오프닝에서 사용되기도 한다. 독주 악장의 대부분은 당대 시인들의 작품을 가사로 사용하였는데, 바이마르에서는 살로몬 프랑크, 라이프치히에서는 게오르그 크리스티안 렘스, 피칸더의 시를 주로 사용하였다. 마지막 악장의 가사는 원곡이 되는 코랄로부터 가져오는 경우가 많다. 특히 바흐 코랄 칸타타의 경우 전체 악장의 가사를 하나의 코랄에서 가져오는 경우가 있는데, 초기작인 BWV 4가 대표적이며 라이프치히에서 쓰여진 두 번째 사이클의 칸타타 역시 그렇다.

## 작곡 시기
아래 작품목록의 연대들은 알프레드 뒤르의 《Die Kantaten von Johann Sebastian Bach (요한 제바스티안 바흐의 칸타타)》에서 참고한 것이다. 작곡년도와 초연된 해가 다른 경우는 괄호 안에 초연된 년도를 표시하였다.

### 뮐하우젠
1707년, 22세의 바흐는 뮐하우젠에 있는 성 블라시우스 교회의 오르가니스트로 부임한다. 이 때 바흐는 오디션곡으로 BWV 4를 준비해간 것으로 추정된다. 이 이전 아른슈타트에 있을 때에도 BWV 150를 포함하여 칸타타를 두어곡 쓴 것으로 여겨진다. 그러나 시기를 나눌 때 유의미하게 다뤄지지는 않는다.
뮐하우젠 칸타타들 중 정확한 연대가 추정되는 곡이 두어개 있는데, 1708년 시의회의 취임식을 위해 쓰여진 BWV 71이 대표적이다. BWV 131의 경우 바흐가 뮐하우젠에서 작곡하였다고 직접 언급하였으며, 나머지 뮐하우젠 칸타타들은 학자들의 추정에 근거한다.
- BWV 143은 시편 146편에 기반하고, 새해를 축하하기 위한 것으로 추정된다.
- BWV 196은 결혼식 칸타타로 추정된다.
- BWV 106은 장례식 칸타타로 추정된다.

### 바이마르
바흐는 바이마르에서 1708년부터 근무하였는데, 1714년 3월 바이마르 궁정교회(독일어: Schlosskirche)의 악장(독일어: Konzertmeister)으로 승진한 이후 전례력에 맞추어 총 사년분의 칸타타를 작곡하는 것을 목표로 매달 칸타타를 작곡하였다. BWV 54와 199는 이 사이클에 포함되어 있으나 더 이른 시기에 작곡된 것으로 보인다.
- 1713: BWV 18? * 63?
- 1714: BWV 182 * 12 * 172 * 21 * 54 * 199 * 61 * 152
- 1715: BWV 31 * 165 * 185 * 162 * 163 * 132
- 1716: BWV 155 * 161 * 80a *70a * 186a * 147a

### 쾨텐
바흐는 쾨텐에서 1717년부터 1723년까지 근무하였는데, 브란덴부르크 협주곡이 바로 여기서 작곡되었다. 여기서 그는 교회에서 근무하지 않았기 때문에 세속 칸타타만 작곡하였다. 이후 라이프치히에서 이 시기에 작곡한 칸타타 몇 곡을 차용하였는데, 생일 축하를 위한 칸타타 BWV 66a를 가지고 부활절을 위한 칸타타 BWV 66를 작곡한 것이 그 예시다. 바흐는 이후에 라이프치히로 옮긴 후에도 쾨텐궁정의 악장(독일어: Fürstlich Köthenischer Kapellmeister)이라는 지위를 가지고 있었으며, 따라서 궁정을 위한 세속 칸타타를 계속 작곡하였다.
- 1717?: BWV 173a (또는 1720-22년으로 추정)
- 1718: BWV 66a
- 1719: BWV 134a

## 더 읽어보기
- NBA Neue Bach-Ausgabe, Bärenreiter, 1954 to 2007
- BWV Bach-Werke-Verzeichnis, Breitkopf & Härtel, 1998
- Dürr, Alfred (1971). 《Die Kantaten von Johann Sebastian Bach》 (독일어) 1. Bärenreiter-Verlag. OCLC 523584.
- Alfred Dürr: The Cantatas of J.S. Bach, Oxford University Press, 2006. ISBN 0-19-929776-2
- Christoph Wolff/Ton Koopman: Die Welt der Bach-Kantaten Verlag J.B. Metzler, Stuttgart, Weimar 2006 ISBN 978-3-476-02127-4 (in German)
- Werner Neumann: Handbuch der Kantaten J.S.Bachs, 1947, 5th ed. 1984, ISBN 3-7651-0054-4
- Hans-Joachim Schulze: Die Bach-Kantaten: Einführungen zu sämtlichen Kantaten Johann Sebastian Bachs Leipzig: Evangelische Verlags-Anstalt; Stuttgart: Carus-Verlag 2006 (Edition Bach-Archiv Leipzig) ISBN 3-374-02390-8 (EVA), ISBN 3-89948-073-2 (in German)
- Luigi Ferdinando Tagliavini. Studi sui testi delle Cantate sacre di J. S. Bach. Università di Padova, pubblicazioni della Facoltà di Lettere e Filosofia, vol. XXXI, Padova & Kassel, 1956, xv-291
- Geoffrey Turner. "Singing The Word: The Cantatas of J S Bach". New Blackfriars, volume 87, issue 1008, pp. 144–154
- J. C. J. Day. "The texts of Bach's Church cantatas: some observations". German Life and Letters, volume 13 (1960), num. 2, pp. 137–144
- Harald Streck. Die Verskunst in den poetischen Texten zu den Kantaten J. S. Bachs. Dissertation: Universität Hamburg 1971, 214 pages
- Walter F. Bischof. The Bach Cantatas University of Alberta 2003–2010
- Z. Philip Ambrose Texts of the Complete Vocal Works with English Translation and Commentary University of Vermont 2005–2011
- Robin Boyle. The Listener's Guide to the Bach Church Cantatas, 2012. ISBN 978-1-4716-6705-3
- Complete Bach Cantatas. 12 volumes. Tarnhelm Ed. 2010.http://www.bach-cantatas.com/Books/S0102.htm

Links are found for the individual cantatas:
- Craig Smith: programme notes, Emmanuel Music
- Walter F. Bischof: The Bach Cantatas, University of Alberta
- Z. Philip Ambrose: Texts of the Complete Vocal Works with English Translation and Commentary, University of Vermont